# Insomnia (Club)

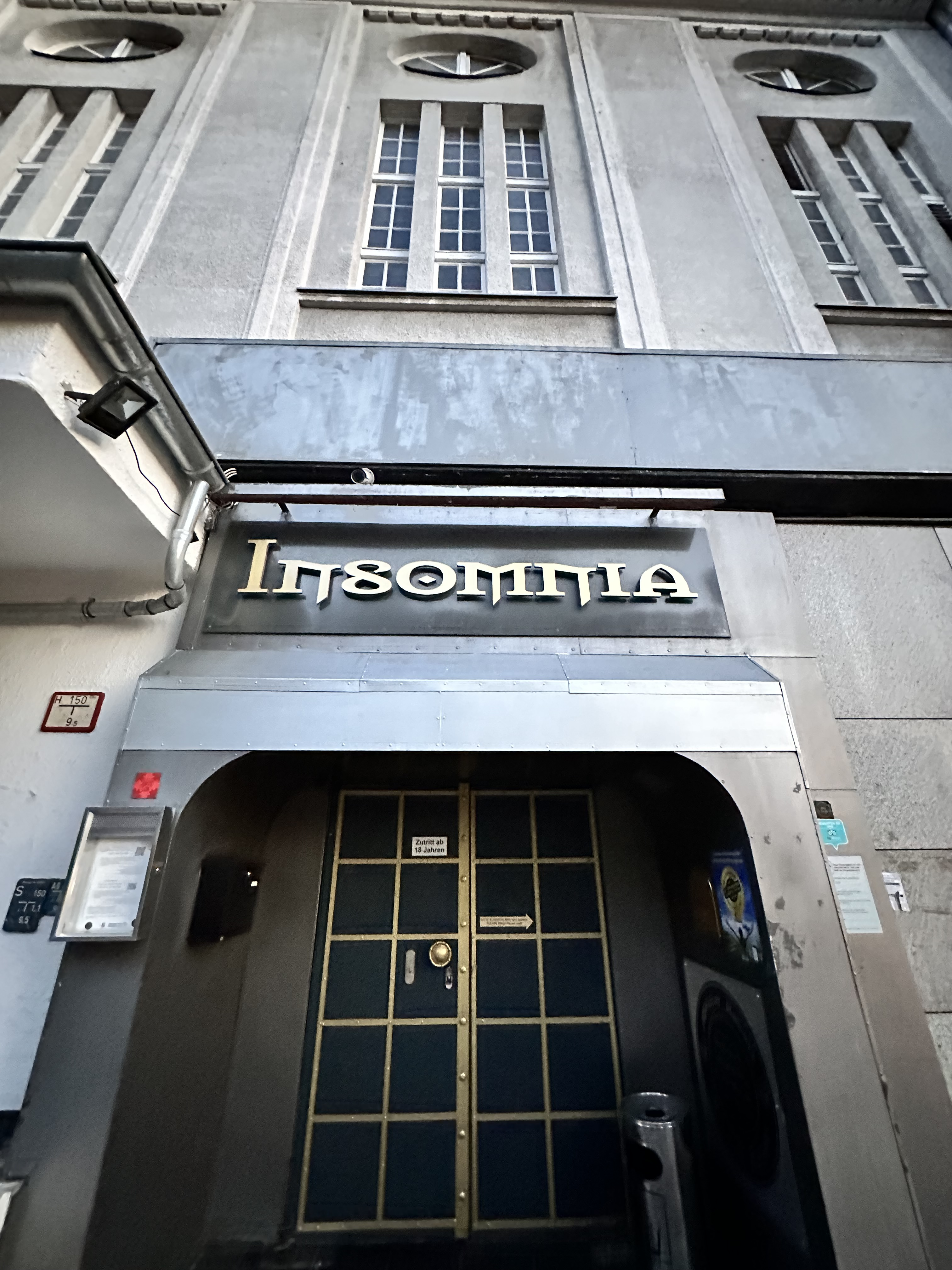
Eingang zum Insomnia

Der Club Insomnia ist ein Nachtclub in Berlin. Die Betreiber bezeichnen ihn als „hedonistischen Nachtclub“ und er soll eine Mischung aus römischen Orgien und dem Studio 54 in New York City nachbilden. Er gehört zur erotischen Gegenwarts-Subkultur und ist neben dem Amüsierbetrieb auch Forum für Künstler mit erotischen Themen, für Shows, Ausstellungen von Malern, Fotografen und erotischen Lesungen.
Einlass findet nur, wer sich dem Dresscode „Sexy – Fetisch – Elegante Abendgarderobe“ anpasst. Auch politisch und gesellschaftlich engagiert sich der Club durch Teilnahme am CSD und die Veranstaltung von Benefizpartys, z. B. zugunsten Terre des Femmes zum Internationalen Tag gegen weibliche Genitalverstümmelung, Hilfe für Japan etc.

## Geschichte

### Geschichte des Clubs
Inspiriert durch den Song Insomnia (lat. „Schlaflosigkeit“) der britischen Musikgruppe Faithless nannten Dominique und DJ Clark Kent ihre neue Partyreihe Insomnia Events. Die erste Insomnia-Party fand im März 1996 im KitKatClub Berlin statt, ab 1999 betrieb Dominique die Insomnia Partys allein weiter. Nach zehn Jahren als Fremdveranstalterin im KitKatClub beschloss sie, einen eigenen Club zu etablieren. Am 17. Februar 2006 wurde das Insomnia eröffnet. Am 24. Februar 2024 feierte der Club Insomnia sein 18-jähriges Jubiläum.

### Geschichte des Hauses
Das Wohn- und Geschäftshaus „Zum Kurfürst“, Ecke Alt-Tempelhof 17/19 und Tempelhofer Damm 145/147, das 1911–12 von Carl und Emil Schneider erbaut wurde, war in der Vergangenheit eine Stätte des Vergnügens. Die Räumlichkeiten wurden zunächst als Restaurant mit Festsälen, später als Ballsaal und Kino genutzt. In den 1970er Jahren waren sie Heimat der Diskothek „Cartoon“ und danach Heimat der Discothek „Galaxy“. Nach etlichen Jahren des Leerstands nahmen sich 2006 die jetzigen Betreiber des Nachtclubs des kleineren der beiden denkmalgeschützten Säle an und erweckten ihn mit aufwendiger Restauration in Kombination mit einer modernen Erlebnisgastronomie zu neuem Glanz.

## Mediale Rezeption
- Bild, BZ Berlin, Berliner Kurier 2006, 2008
- Bild – SM Party – so war's für Ihn
- Bild – SM Party – das sagt Sie
- Sat1, 24 Stunden Reportage, 2008[3]
- Irish Independent 2009
- Lonely Planet 2009
- RTL 30 Minuten Deutschland[4]
- ZDF, Markus Lanz, 15. Februar 2011
- Sat1[5]
- November 2011 „Cidade Nua“ (Brasilianisches Fernsehen)
- Andrea Schulte-Peevers: Top 10 wacky things to do in Berlin – The Guardian vom 13. Dezember 2007
- "Wer frei vögelt, denkt auch frei": Zu Besuch in einem Berliner Sexclub – Reportage von Nora Gantenbrink im Stern 3. Januar 2019
- "Im Rausch des Lebens" – SWR Nachtcafé
- So läuft eine sexpositive Party im Nachtclub Insomnia - Bild
- Alt-Tempelhof in Berlin: Was ich auf einer Sex-Party in diesem biederen Viertel erlebte - Berliner Zeitung